# Exochus ferus
Exochus ferus là một loài tò vò trong họ Ichneumonidae.